# Lacca povera
La Lacca povera, chiamata anche arte povera, era un tipo di decorazione del mobile settecentesco veneziano che veniva prima ricoperto con piccole stampe che nascondevano completamente il legno e poi rifinito a gommalacca.

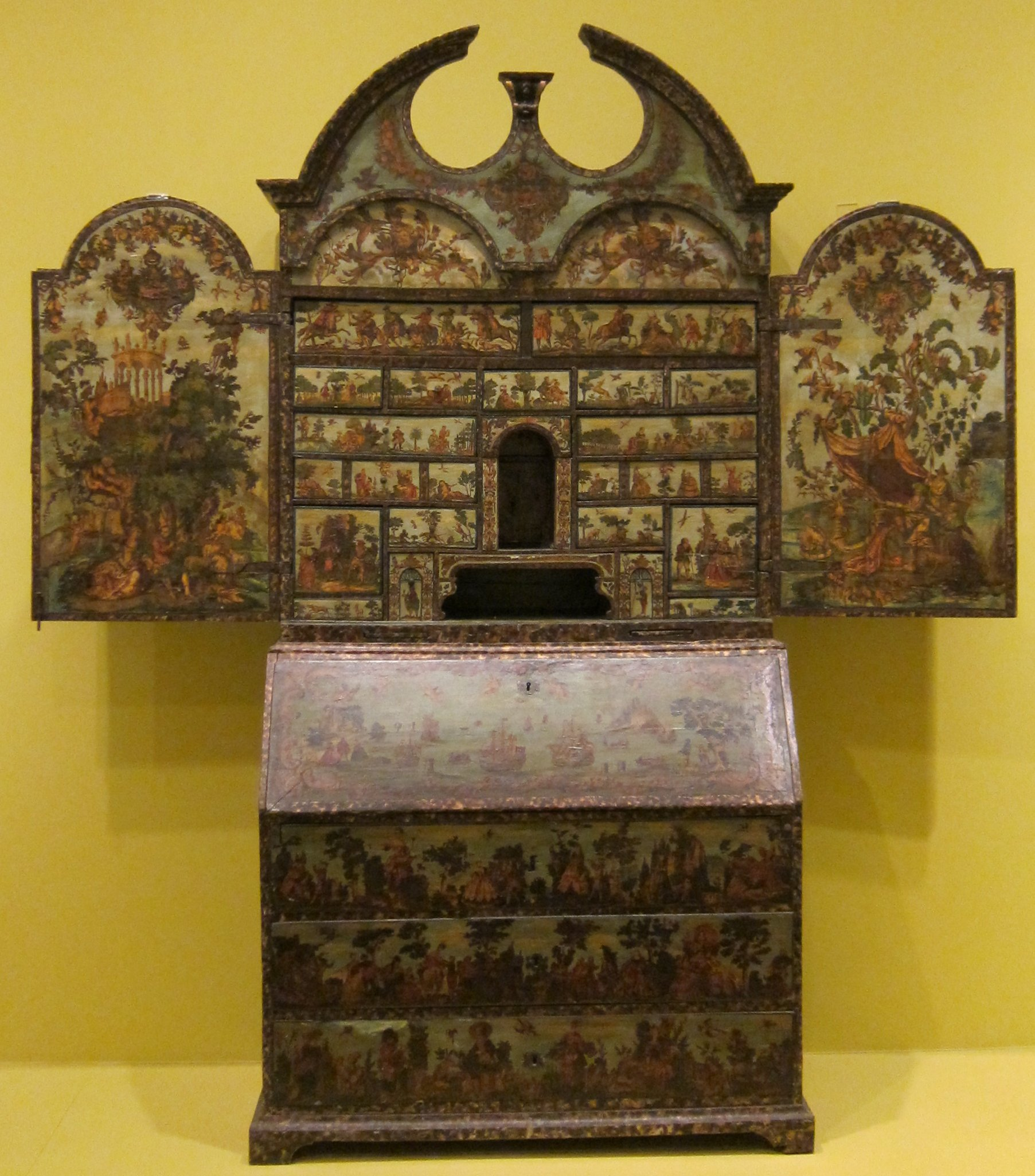
Trumeau veneziano del Settecento in lacca povera

## Descrizione e stile
Accanto alle ricche laccature ispirate a quelle cinesi, con paesaggi, figure, ghirlande e fiori dipinti su fondo rosso, o azzurro, o nero, o verdino, a Venezia si diffuse la moda di una laccatura, più facile da eseguire e più a buon mercato, che si serviva come base di piccole stampe, ritagliate e poi incollate sul legno, quindi laccate. La rifinitura era infatti a gommalacca che, passata a più strati sottilissimi, dava lucentezza e uniformità al decoro. Questo tipo di rifinitura si metteva sia all'esterno del mobile veneziano del Settecento, sia all'interno dei cassetti, delle ante, degli sportelli. La struttura in legno del mobile scompariva, nascosta da una fioritura di disegni ameni. La struttura del mobile era più lineare e sobria. 
Questa tecnica fu utilizzata anche per impreziosire oggetti curiosi, come certi cassettini, incastrati e soprapposti in modo da formare una piramide tronca oppure una pagodaː una piccola virtuosità degli ebanisti veneziani.
I soggetti preferiti delle stampe erano figure minute, fiori, paesaggi con boschetti e con fiumi, scene galanti. I calcografi della famiglia Remondini di Bassano del Grappa produssero appositamente le piccole stampe, in vari formati e con diversi soggetti, servendosi di una carta sottile che scompariva poi sotto la laccatura, in modo che si avesse l'illusione di un mobile dipinto, e non ricoperto di stampe. Le incisioni erano in nero o a colori. Le rarefazione degli esemplari, sul mercato antiquario, ha avuto l'effetto di far lievitare i prezzi e un mobile in arte povera, o lacca povera, ha oggi un costo maggiore di quello di un mobile, della stessa epoca e stile, interamente dipinto e laccato.